# 市政廳廣場 (哥本哈根)

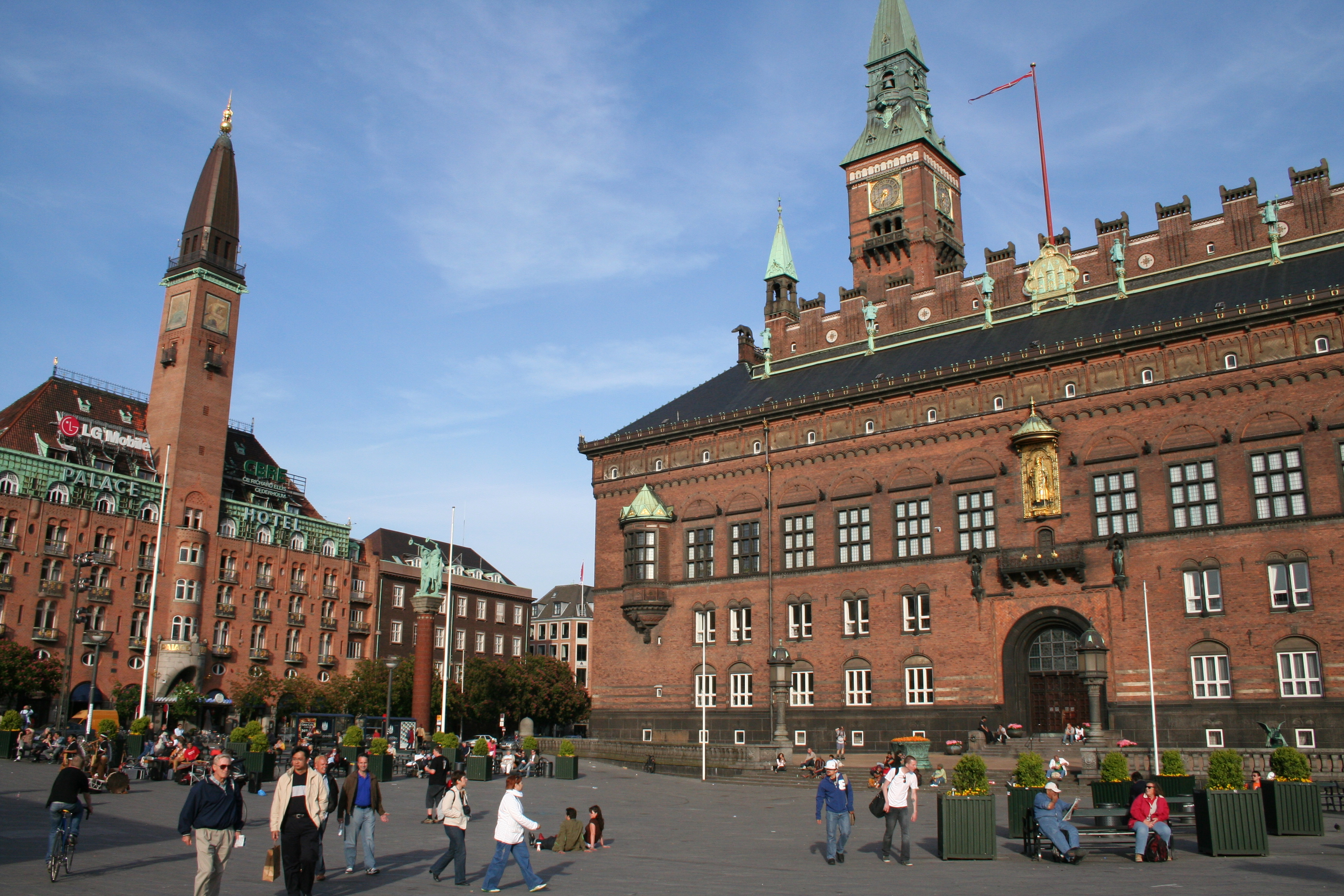

市政廳廣場（丹麥語：Rådhuspladsen）是丹麥首都哥本哈根的一個廣場，位於哥本哈根市政廳之前。市政廳廣場是哥本哈根規模最大的廣場之一，面積達9800平方米，經常用來舉辦各類公共活動，也是哥本哈根著名的旅遊景點。